# Татарська література і Тарас Шевченко
В Татарії першими публікаціями про Тараса Шевченка були статті Г. Ібрагімова «Поет-борець» були вміщені в газету «Йолдиз» («Зірка», 25. ІІ 1914) та Г. Карама «Тарас Шевченко» — журнал «Ан» («Свідомість», 1914, № 5). Автори статей навели відомості про життя Тараса Шевченка, охарактеризували його творчість як поета і художника.

## Переклади і публікації
Твори Шевченка в Татарії почали перекладати з 1929 року. Проте широкої знаменитості Шевченко набув тут з кінця 30-их рр. У зв'язку з 125-річчям Шевченка з'явилося багато публікацій, присвячених поету, а також перекалади Шевченка татарською мовою. Х. Хайрі в статтях «Великий народний поет» і «Тарас Шевченко», надрукованих татарською мовою у його книзі «Пошук» (1941), В. Касаткін — «По сторінках „Щоденника“» (Газета «Кизил Татарстан», 9. ІІІ. 1939), розповіли про повернення Шевченка з заслання та відвідання Казані. Того самого року за редакцією М. Джаліля в Татарії вперше видано «Кобзар», до якого ввійшли поеми «Гайдамаки», «Наймичка», «Іван Підкова», «Сон», вірш «Заповіт» та інші. Переклади здійснили:
- А. Ісхак
- А. Файзі
- Ш. Маннур
- М. Джаліль
- Ш. Мударріс
- Х. Туфан

Уривки зі «Щоденника» Шевченка надруковано в журналі «Совет едебиты».
В 1953 році в перекладі татарською мовою вийшло друге, доповнене видання «Кобзаря». У 1961 і 1964 рр. у періодичних виданнях опубліковано твори Шевченка в перекладах А. Шамукова, Н. Арсланова, Г. Латипа, Г. Юзєєва, Р. Гарая. Особливо успішно в галузі перекладу працювали Е. Давидов і М. Нугман.
Вийшов друком ряд праць про життя і творчість Шевченка. В статті М. Гайнулліна «Шевченко і Татарська література» надрукованій у газеті «Социалистик Татарстан» йдеться про ставлення татарських поетів до творчості Шевченка, про перекладання його творів татарською мовою.

## Вірші присвячені Шевченку
- «Улюбленому поетові» (Ш. Маннур)
- «Квіти на могилу поета» (Н. Даулі)
- «Хвилі Дніпра» (Г. Хузєєв)
- «Біля могили кобзаря» (М. Хусаїн)

та інші.